# Finito
Finito är den sista skivan som Radioaktiva Räker gett ut och är utgiven 2003. Det är precis som namnet antyder, ett avsked från bandet. Det är totalt 26 låtar, varav 7 st nya, resten är tidigare utgivna.

## Låtlista
1. Fönster mot TV-världen
2. Så börjar det om
3. Livet
4. Alternativ
5. 6 miljarder
6. He-man
7. Pantade dårar
8. Bakom spegeln
9. Kommer
10. En bit av ett liv
11. Inge vet
12. Prins valium
13. Verkligheten
14. Folk
15. Gråterskan
16. En näve hat
17. Definitivt
18. Förtryck
19. Betongrosor
20. Iskalla drömmar
21. Skymningsland
22. Militär
23. Guldklockan
24. Burfågel
25. Döda lögner
26. Varför